# カタルーニャ州政府

カタルーニャ州政府の紋章

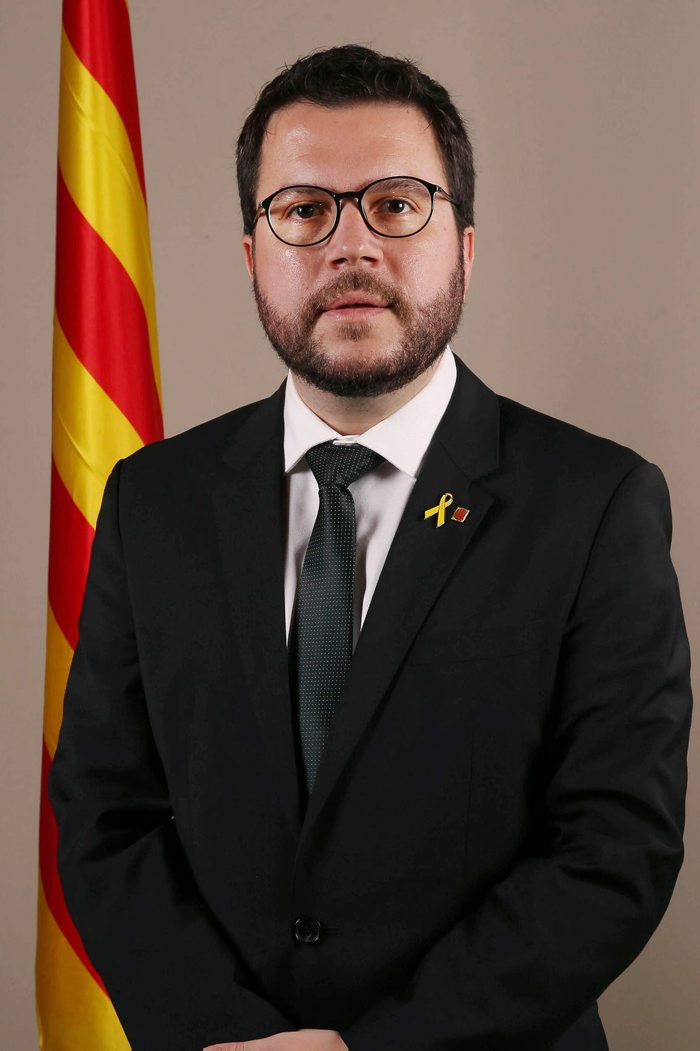
ペレ・アラゴネス（2020年以降に於けるカタルーニャ州政府首班代行）

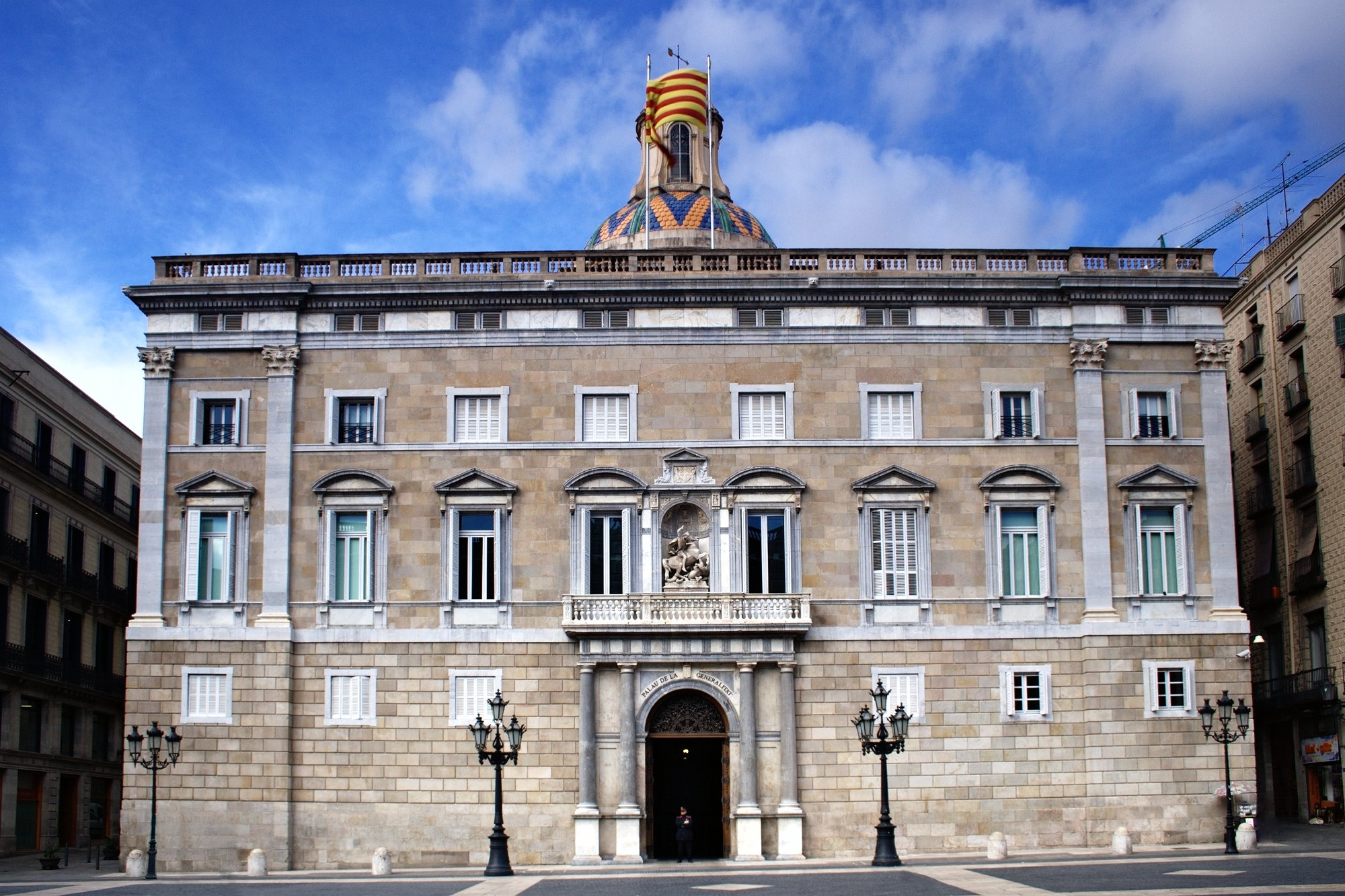
バルセロナにある自治政府庁舎

カタルーニャ州政府 （カタルーニャ語:Generalitat de Catalunya 発音: [ʒənəɾəliˈtat də kətəˈluɲə]）は、スペイン、カタルーニャ自治州の自治政府である。議会（「州議会」とも。Parlament de Catalunya ; ca、es）、州政府首相（President de la Generalitat de Catalunya ; ca、es）、内閣（Govern de Catalunya ; ca、es）によって構成される。

## 歴史

### 常設代表機関の誕生
「ジャナラリター」は、バルセロナ伯ジャウマ1世（アラゴン王としてはハイメ1世）時代に、王が当時の社会的階層の代表を召集して面会するものであった、コルツ（Corts Catalanes ; ca、es、聖職者、軍人または貴族、市民代表の3身分で構成。コルテスに相当）にて誕生した。ペラ3世時代の1283年、バルセロナでのコルツにて、最初のカタルーニャ憲法が誕生した。この時期に、王は毎年通常のコルツを開催するよう義務化された。1289年、モンソンのコルツで、全体会議（Diputación del General）という、コルツが開催されない合間に常設代表機関を設置することが決められ、王に納める税金を集めることになった。この税金は一般的にジャナラリタツ（Generalitats ; ca、es）として知られ、王が戦費調達目的で行った。時を経て、税金から派生した「ジャナラリター」という非公式の名が、全体会議の名に取って代わって常設代表機関を意味するようになった。
1358年から1359年にかけ、バルセロナ、ビラフランカ・ダル・パナデス、サルベラでコルツが開催された。このコルツで、税問題についての執行権を持つ12人の議員を選出した。同様に、ジャナラリター初代代表に選出されたジローナ司教バランゲーの権威の下で、幾人かの監督者たちが行政部門を管理していた。
マルティー1世が後継者を指名しないまま急逝したことで生じた空位時代、ジャナラリターが政治的な責任を負った。議員選出のシステムは一定の議論の対象であった。1455年のコルツでは、縁故者登用による寡頭政治を避けるため、投票を採用した。任期を満了する議員が、無作為に選ばれた12人の候補のうちから選ぶようにしたのである。中世後期のジャナラリターは、君主に次いでカタルーニャの主たる統治機関であった。

### 最初の廃止
ジャナラリターに依存していたカタルーニャの機関は、ピレネー条約の1年後にスペインからフランスへ宗主権が委譲されたことで、北カタルーニャ（現在のピレネー＝オリアンタル県）で廃止された。
その後、18世紀初頭の新国家基本法（en）成立によって、スペイン領のカタルーニャにおいても廃止された。 

### 最初の復活
スペイン第二共和政時代の1932年、カタルーニャの自治政府としてその近代政治性と代表的機能を与えられ、スペイン領カタルーニャにおいてカタルーニャ州政府が復活した。
1934年のスペイン総選挙で右翼同盟が勝利すると、カタルーニャ州政府の左翼指導者たちがスペイン当局に対し反抗した。一時的に1934年から1936年までカタルーニャ州政府は停止させられた。1936年2月のスペイン総選挙でスペイン人民戦線が勝利するまで、停止は解除されなかった。
同年7月、人民戦線に反対するフランシスコ・フランコが右派を結集して反乱軍を組織、スペイン人民戦線による政府軍とフランコ率いるナショナリスト派が激突するスペイン内戦が始まった。戦況はフランコ側が優位になったため、9月4日、カタルーニャ州政府は17歳以上45歳以下の男子に動員令を出してナショナリスト派への抵抗を進めた。

### 2度目の廃止
1939年、共和国側の敗退によってスペイン内戦が終結し、フランコはカタルーニャ州政府の廃止を宣した。カタルーニャ州政府とその代表は国外へ亡命し、その状態は1975年のフランコの死と1976年の自由選挙施行まで続いた。

### 2度目の復活
1939年から1977年まで、カタルーニャ州政府とその代表は国外へ亡命したままであった。フランコ没後、マドリードの政府との合意によって、当時の亡命カタルーニャ州政府代表ジュゼップ・タラデーリャス（es ）はカタルーニャへ帰国し、スペイン政府によって合法的なカタルーニャ州政府代表と認定された。カタルーニャへ帰国した際のタラデーリャスの第一声、Ciutadans de Catalunya: ja sóc aquí（カタルーニャ国民たちよ、今、私はここへ戻った）は、カタルーニャが自治を取り戻した瞬間、現代スペインの歴史的愛国主義の一つとしてしばしば引用される。
1977年9月、カタルーニャ州政府は再びバルセロナの州政府庁舎に入った。この後、1978年スペイン憲法によって自治権がカタルーニャ州政府に与えられた。カタルーニャにおける国民投票での承認とスペイン国会での可決を得て、1979年にカタルーニャ自治憲章（ca）が成立した。

### 自治権の一時停止
2017年10月にカタルーニャ共和国が一方的独立宣言を行ったことを受けて、同年10月28日よりスペイン中央政府はカタルーニャ自治州の自治権を停止し、中央政府副首相を州首相職務代行者に据えるなど直轄統治を開始した。これによりカタルーニャ州政府はカタルーニャ州における統治能力を剥奪された。12月21日には中央政府主導のもと州議会選挙が行われ、独立派が過半数の議席を獲得した。その後、2018年1月30日には州政府首相の信任投票が憲法裁判所により差し止められ、延期された。同年5月14日にキム・トーラ州議会議員が州首相に選出され、空白状態は解消された。

## 現在の地位

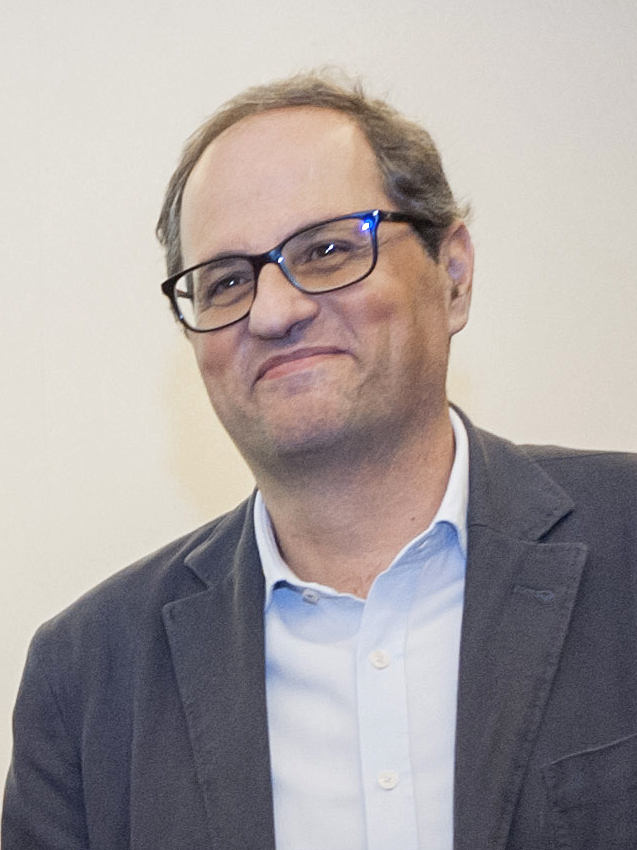
キム・トーラ（2018年-2020年に於けるカタルーニャ州政府首班）

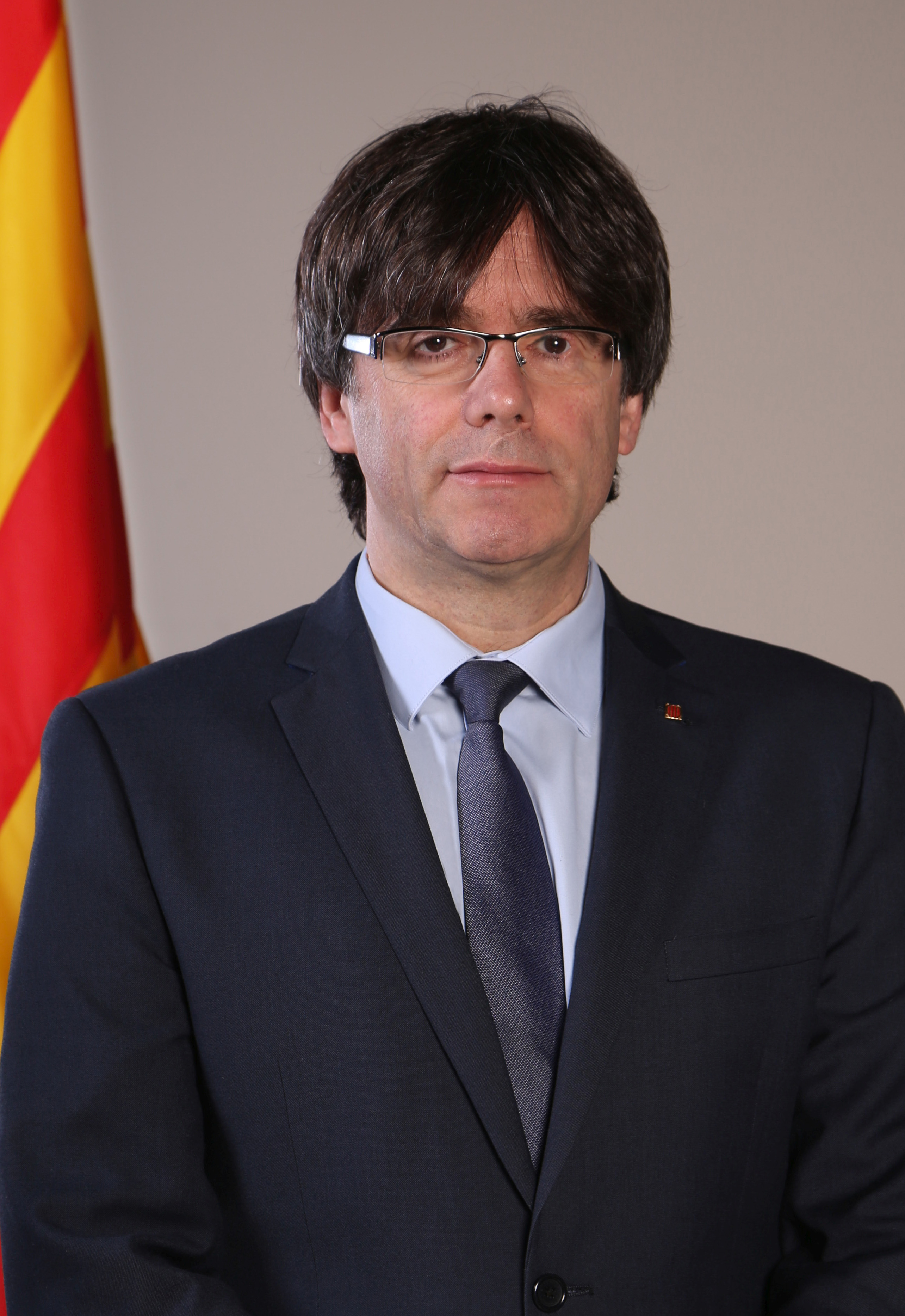
カルラス・プッチダモン（2016-2017年に於けるカタルーニャ州政府首班）

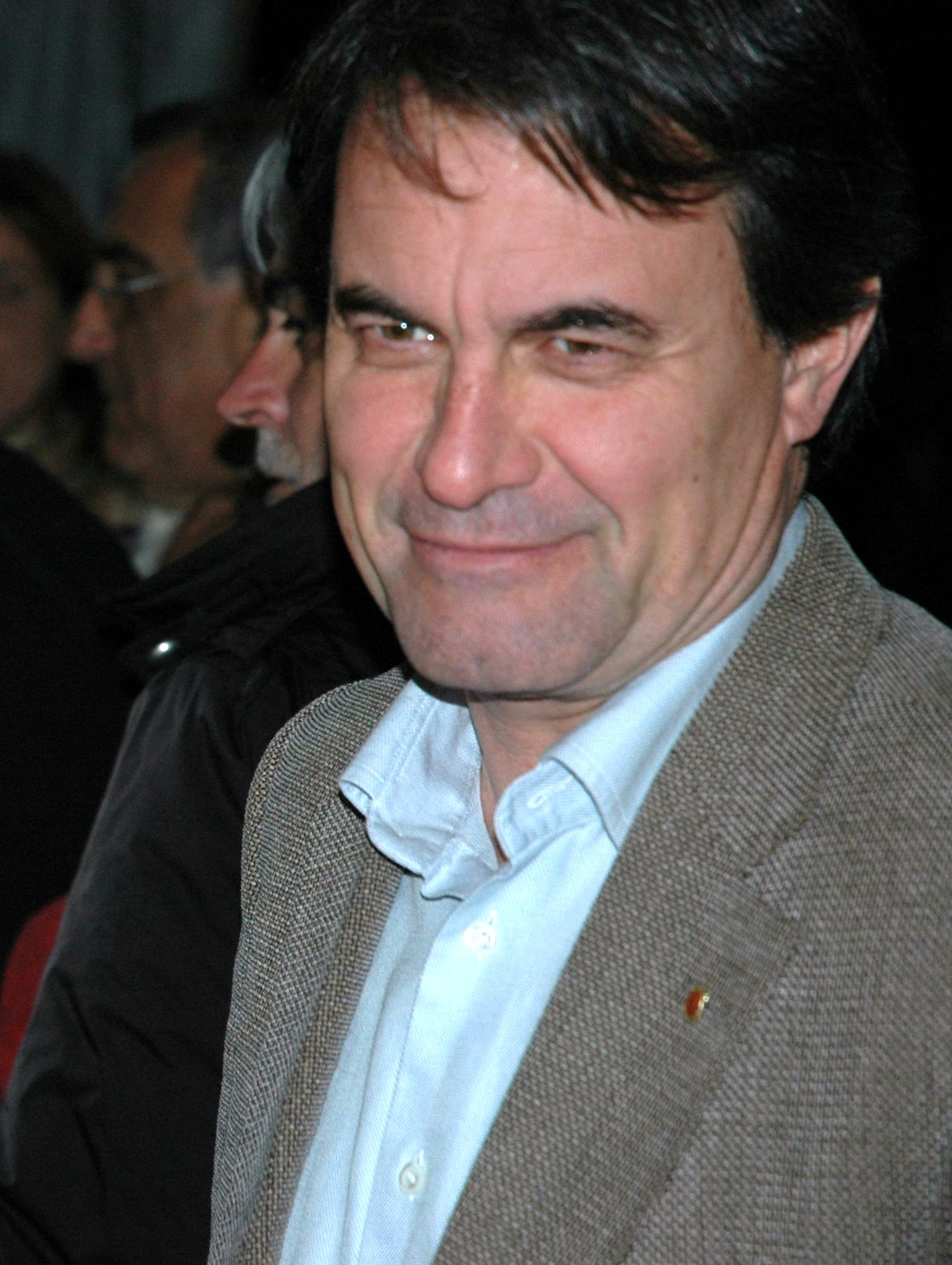
アルトゥール・マス（2010-2016年に於けるカタルーニャ州政府首班）

現在のカタルーニャ州政府代表は第131代カタルーニャ自治州首相のキム・トーラである。
2016年より2017年まで努めた第130代カタルーニャ自治州首相カルラス・プッチダモンは、2017年10月のカタルーニャ独立宣言に際して、中央政府により州政府首相職を更迭され、叛逆罪および民衆扇動罪などの容疑で国内指名手配を受けている。2017年カタルーニャ州議会選挙でプッチダモンが主導する独立派連合が勝利したことで州議会与党党首の地位にあるが、先述の理由により2018年1月末において州政に於ける政治的実権を持たない。
2010年から2016年までの代表者は2010年11月カタルーニャ州議会選挙で勝利した第129代カタルーニャ自治州首相アルトゥール・マスである。彼はカタルーニャ・ナショナリズム政党カタルーニャ民主集中（CDC）とカタルーニャ民主連合（UDC）の政党連合である集中と統一（略称CiU）の代表であり、2010年12月27日に就任した.。前任は、カタルーニャ社会主義者党（es、略称PSC）党首でもあるホセ・モンティージャ（José Montilla）で、カタルーニャ共和主義左翼（ERC）やカタルーニャ緑のためのイニシアティブ（ca、ICV）などとの三党連立を基盤としていた。モンティージャの所属するPSCは実際、2006年カタルーニャ議会選挙（議席数が過半数に達した政党はなかった）において野党第一党のCiUに次いで議席数は2番目であった。しかし議会内で他党議員から彼は幅広い支持を集めており、彼の前任者（パスクアル・マラガイ）が23年間に及んだジョルディ・プジョル政権後初めてCiUを野党の地位にするため、繰り返し連立政権を発足させたように、複数政党による連立を繰り返していた。
2006年6月18日、改正カタルーニャ自治州法が承認され、8月から効力を発生した。改正法の議事開始において、自治州法改正は政権側である左翼政党及び野党第一党（CiU）からも支持された。これはスペイン政府レベルからの地方分権を要請するために足並みをそろえたものであった。自治州の会計と財源を増強し、カタルーニャの民族的アイデンティティーの認識を明らかにする目的もあった。しかし、自治州法改正の最終段階ではその細部について厳しく争われ、カタルーニャの政治シナリオにおける主な論争となっているものが主題となった。

## 政府の自治システム
カタルーニャ州政府の執行部門は、代表、議会、内閣から構成される。一部の人々は、誤ってこの名前が執行部門のみならず内閣と意味が同じだとして用いる。しかし、ジャナラリター・デ・カタルーニャとは、カタルーニャ自治州の自治機構全体を指すのである。
1979年以降、カタルーニャは徐々に自治の割合を高めてきた。ナバーラ自治州とバスク自治州に次いで、カタルーニャはスペイン国内で最大級の自治政府を持っている。カタルーニャ州政府は、文化、環境、電気通信、輸送、商業、公安、自治政府といった様々な事項で、高度で広範囲な管轄権を保持している。教育、健康、司法に関係する多くの面では、州はスペイン中央政府と管轄を分担している 。
カタルーニャの自治の度合いを示す例の一つとして、独自の警察組織モスズ・ダスクァドラ（Mossos d'Esquadra、"La Policia de la Generalitat de Catalunya"とも。 : ca、en）がある。これは現在カタルーニャ州内で、グアルディア・シビルとスペイン国家警察隊（Policía Nacional）の持つ警察機能のほとんどを引き継いでいる。. 
いくつかの例外を除き、司法制度は国の司法機関によって運営されている。法制度は民法を除いて、スペイン国内で統一されている。カタルーニャでは、民法が州内で独自に運用されている 。カタルーニャ州政府から別の機関として発足しているが、そのチェックとバランス機能において独立した機関であるシンディック・ダ・グレウジェス（Síndic de Greuges ; ca）と呼ばれるオンブズマンは、民間人または組織、カタルーニャ州政府または地方自治体との間に生じる問題に対処する。
2017年のカタルーニャ共和国独立宣言に対抗して行われたスペイン政府による自治権剥奪時には、カタルーニャ州政府の統治機能が大幅に制限され、代表にはスペイン副首相が首相業務代行者として派遣された。モスズ・ダスクァドラも長官の更迭、および自治警察としての機能を制限され、スペイン国家警察隊の隷下に組み込まれた。2018年のトーラ州内閣発足時に自治権は回復され、カタルーニャ州政府全ての統治機構を回復した。

## スペイン国外での存在感
現在のカタルーニャは、国際連合加盟国からもデ・ファクト国家からも、主権国家としてまったく承認されておらず、「スペインという主権国家の一自治体」とみなされている。しかし、近年のカタルーニャは徐々に、より高度な自治を獲得しており、カタルーニャ州政府は国外の機関との二国間関係をほぼ確立している。ほとんどの場合、これらの関係はカナダ・ケベック州のような別の『国家でない国』（en:Stateless nations）の州政府とであるか 、アメリカ合衆国・カリフォルニア州のような政治権力のある準国家政体との間で結ばれている。加えて、大半のスペイン自治州のように、カタルーニャはヨーロッパ連合のような国際機関において、恒久的な代表団を持っている。
カタルーニャは世界中に40箇所以上の駐在員事務所を抱えている 。これらの事務所のほとんどが、ロンドン、ニューヨーク、ロサンゼルス、パリ、東京といった世界の主要都市に置かれている。それぞれの事務所は、省庁や部署によって特定の職務を持つ。一般的には、これらの事務所の機能はカタルーニャ州政府の、貿易、外国投資、カタルーニャ文化・言語支援、観光振興や国際協力活動といった、特定の利益を代表している  。
フランスに属するピレネー＝オリアンタル県は北カタルーニャと称されるが、特定の政治機関をもたない。しかし2003年9月5日以降、ペルピニャンにカサ・ド・ラ・ジャナラリタ（Casa de la Generalitat）が設置され、西仏国境の両側からのカタルーニャ文化振興及び交流促進を目指している。

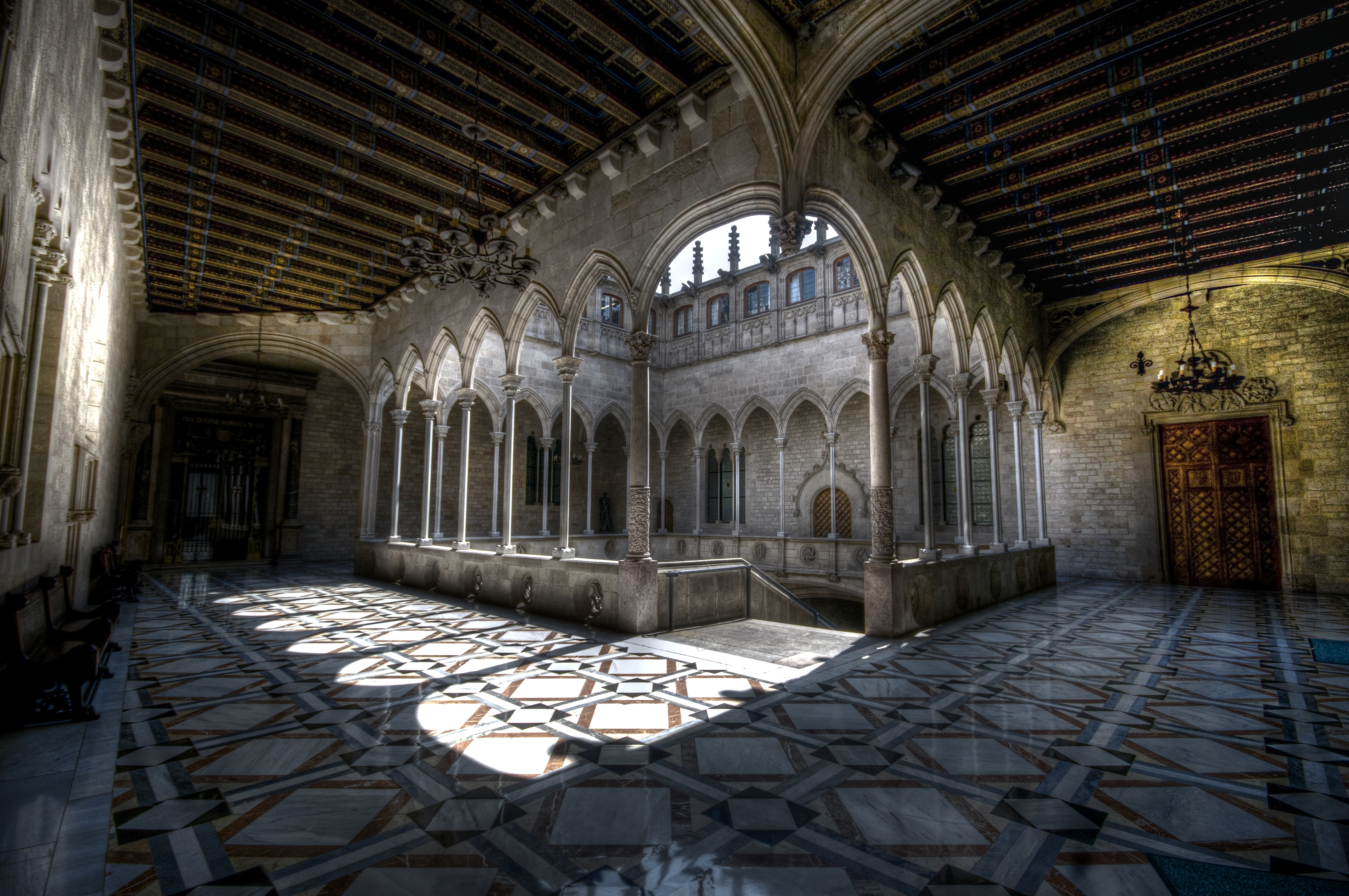
Interior
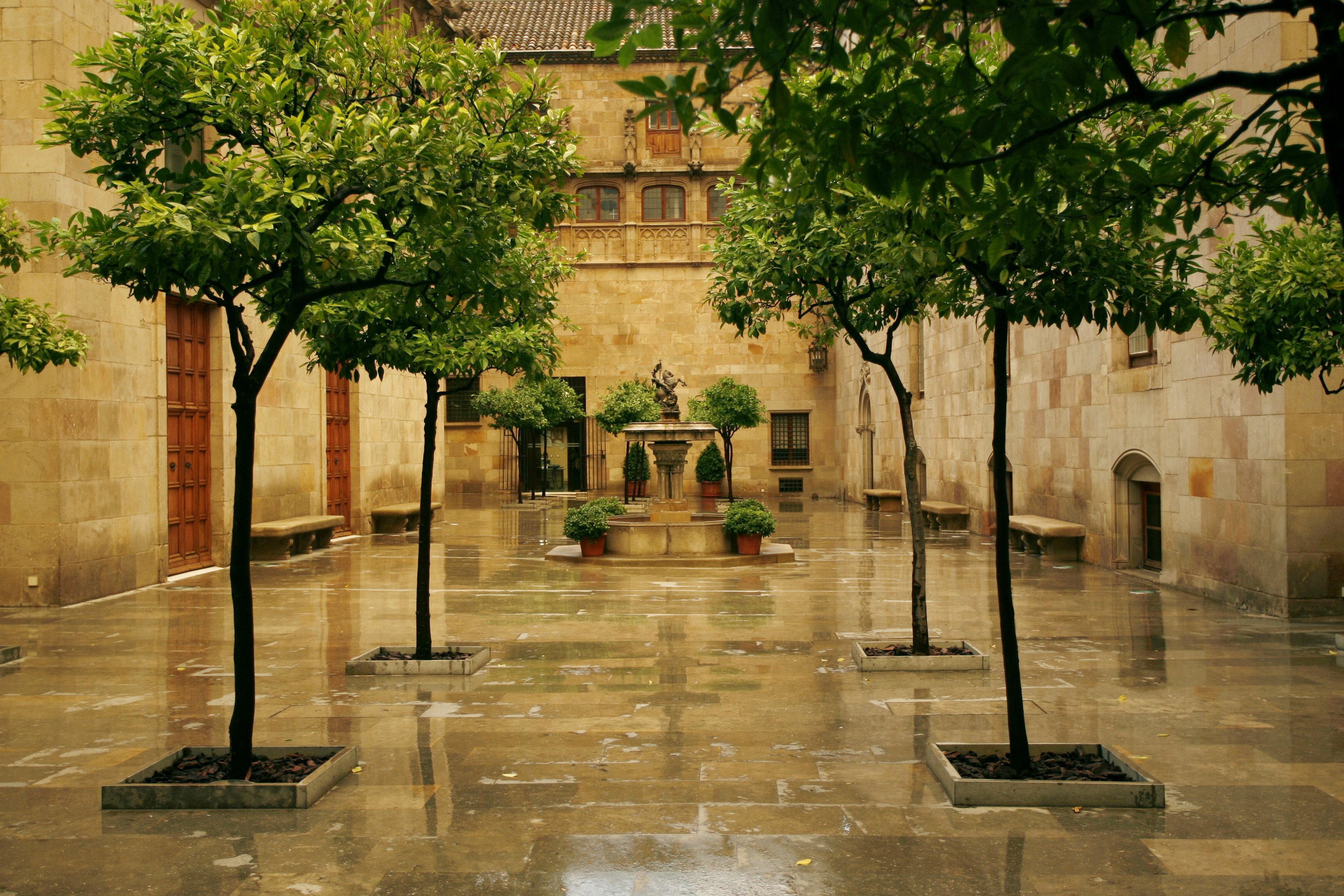
Pati dels Tarongers

## 参照
- Party Urging More Autonomy From Spain Seems to Win in Catalonia Article on New York Times, November 2, 2006
- Courage in Catalonia Article on New York Times, June 22, 2006
- Voters in Catalonia Approve A Plan for Greater Autonomy Article on New York Times, June 19, 2006
- Spain Moves On Law to Give Broad Powers To Catalonia Article on New York Times, March 31, 2006

1. ↑  Programa d'Identificació Visual: Traduccions. Official recommendations on translations.
2. ↑  北部要衝イルン陥落、ヒラール内閣辞職『大阪毎日新聞』昭和11年9月6日（『昭和ニュース事典第5巻 昭和10年-昭和11年』本編p306 昭和ニュース事典編纂委員会 毎日コミュニケーションズ刊 1994年）
3. ↑  “カタルーニャ、独立派州首相を選出　中央政府との確執続く恐れも”. 日本経済新聞. (2018年5月14日) 2018年5月15日閲覧。
4. ↑  3cat24.cat, "Artur Mas is elected as 129th President of the Generalitat with the abstention of the PSC"
5. ↑  Barcelona reporter, “ARTUR MAS, Party Leader: Convergència i Unió”